# آب‌هویج

## بررسی اجمالی

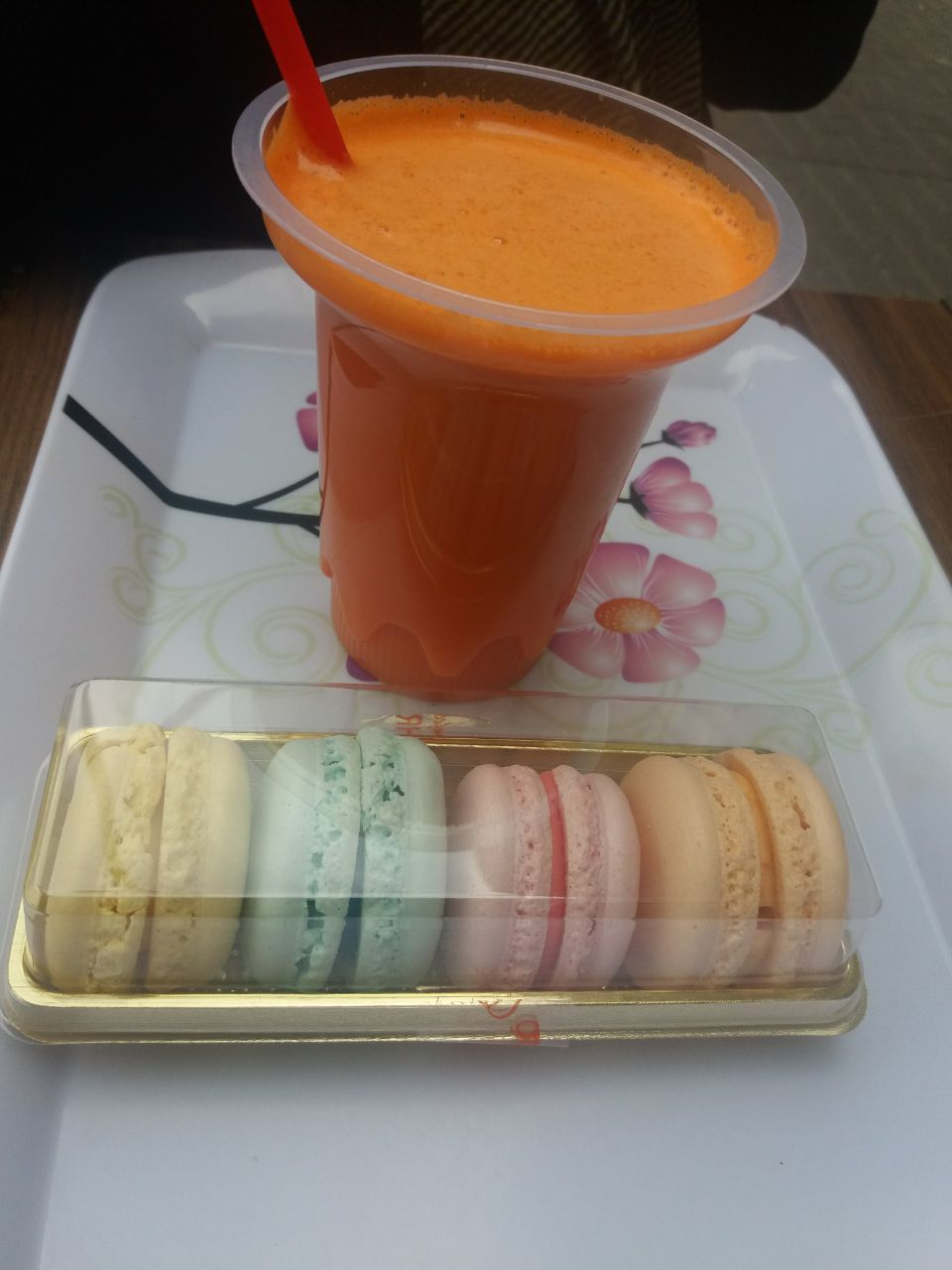
آب هویج و شیرینی

آب هویج دارای کاروتن بسیار زیاد، و منبع ویتامین آ است. همچنین مقدار زیادی ویتامین‌های گروه ب مثل اسید فولیک و مواد معدنی زیادی مانند کلسیم، مس، منیزیم، پتاسیم، فسفر و آهن نیز دارد. از یک پوند (۴۵۴ گرم) هویج یک پیمانه آب هویج گرفته می‌شود، که در مقایسه با سیب و پرتقال بازده کمی دارد. به‌ هر حال، گوشت هویج بسیار سفت بوده و مشکل اصلی در گرفتن آب آن، جدا کردن گوشت هویج از آب آن است.
مثل بیشتر محصولاتی که بتاکاروتن زیادی دارند، آب هویج ممکن است موجب کاروتنوسیس موقت شود، حالت خوش‌خیمی در پوست که منجر به نارنجی-زرد شدن پوست می‌گردد. نوشیدن بیش از سه لیوان آب‌هویج در مدت ۲۴ ساعت به مدت طولانی، ممکن است برای ایجاد این حالت کافی باشد.
آب‌هویج طعم شیرین منحصربه‌فردی، مانند هویج تغلیظ‌شده دارد. آب هویج برخلاف دیگر آب‌میوه‌ها، رنگ مات و کدری دارد. این نوشیدنی بیشتر به عنوان یک نوشیدنی سالم مصرف می‌شود. همچنین از صدها سال پیش موسوم بوده که هویج را در سوپ ریخته و آبش را می‌کشیده‌اند. در آمریکا، آب‌هویج از اولین موادی بود که برای تیره‌تر کردن رنگ پنیر استفاده شد.

## مواد مغذی
براساس گفتهٔ وزارت کشاورزی ایالات متحده آمریکا، ۱۰۰ گرم آب‌هویج بسته‌بندی‌شده، شامل مواد مغذی زیر می‌شود:
- کالری: ۴۰ کیلوکالری
- آب: ۸۸٫۹ گرم
- پروتئین: ۰٫۹۵ گرم
- چربی: ۰٫۱۵ گرم
- مواد معدنی (غیرآلی): ۰٫۷۵ گرم
- کربوهیدرات: ۹٫۲۸ گرم
- فیبر: ۰٫۸ گرم
- شکر: ۳٫۹۱ گرم
- کلسیم: ۲۴ میلی‌گرم
- آهن: ۰٫۴۶ میلی‌گرم
- کلسترول: ۰ میلی‌گرم (مقدار ناچیز)